# Тризна Олександр Андрійович
Олександр Андрійович Тризна (3 січня 1930, Губарівка Богодухівський район Харківська область — 2006 р.) — український політик, педагог, депутат Верховної Ради України I скликання (1992—1994).

## Життєпис
Народився в родині робітників, українець. Освіта вища, закінчив Харківський державний університет, викладач філософії та філології.
1947 — студент Харківського гірничого інституту.
1949 — секретар організації ЛКСМУ Теремнівської СШ, Волинської обл.
1950 — строкова військова служба.
1953 — перший секретар Балаклійського РК ЛКСМУ.
1959 — завідувач відділу Балаклійського РК КПУ.
1961 — заступник директора Балаклійської СШ № 1.
1963 — голова Балаклійської міської ради.
1966 — директор Балаклійської СШ № 2.
1972 — директор Балаклійської СШ № 1.
1974 — старший викладач філософії Харківського автодорожнього інституту.
1980 — директор Балаклійської СШ № 1.
Одружений, має двох дітей.

## Політична діяльність
Член КПРС (1955—1991), депутат районної і міської ради.
Висунутий кандидатом у народні депутати трудовим колективом школи та дошкільної дитячої установ Балаклійського району — Балаклійський виборчий округ N 383.
22.11.1992 — народний депутат Української РСР (1-й тур — 50.5 %, 2 претенденти). Дата прийняття депутатських повноважень: 19.12.1992. Член Комісії ВР України з питань народної освіти i науки. До груп, фракцій не входив. Дата припинення депутатських повноважень: 10.05.1994.
Висувався кандидатом у народні депутати України XIII скликання Верховної Ради.

## Відзнаки
Нагороджений орденом «Знак Пошани», двома медалями.